# Playa La Mina
La Playa La Mina es una extensa playa que se encuentra a aproximadamente 10 km en línea recta, pero a 27 km en ruta, al norte de la ciudad de Puerto San Julián. Es una extensa playa de 1 km de extensión. Se encuentra al sur del Cabo Curioso e inmediatamente al norte de la boca de entrada de la bahía San Julián.
La playa se caracteriza por estar reparada por un gran acantilado, en el cual se observa una sucesión de estratos geológicos fosilíferos de aproximadamente 65 millones de años de antigüedad. En esta zona se encuentran también algunos restos fósiles de troncos y fauna marina.
|miniaturadeimagen|Playa La Mina]]

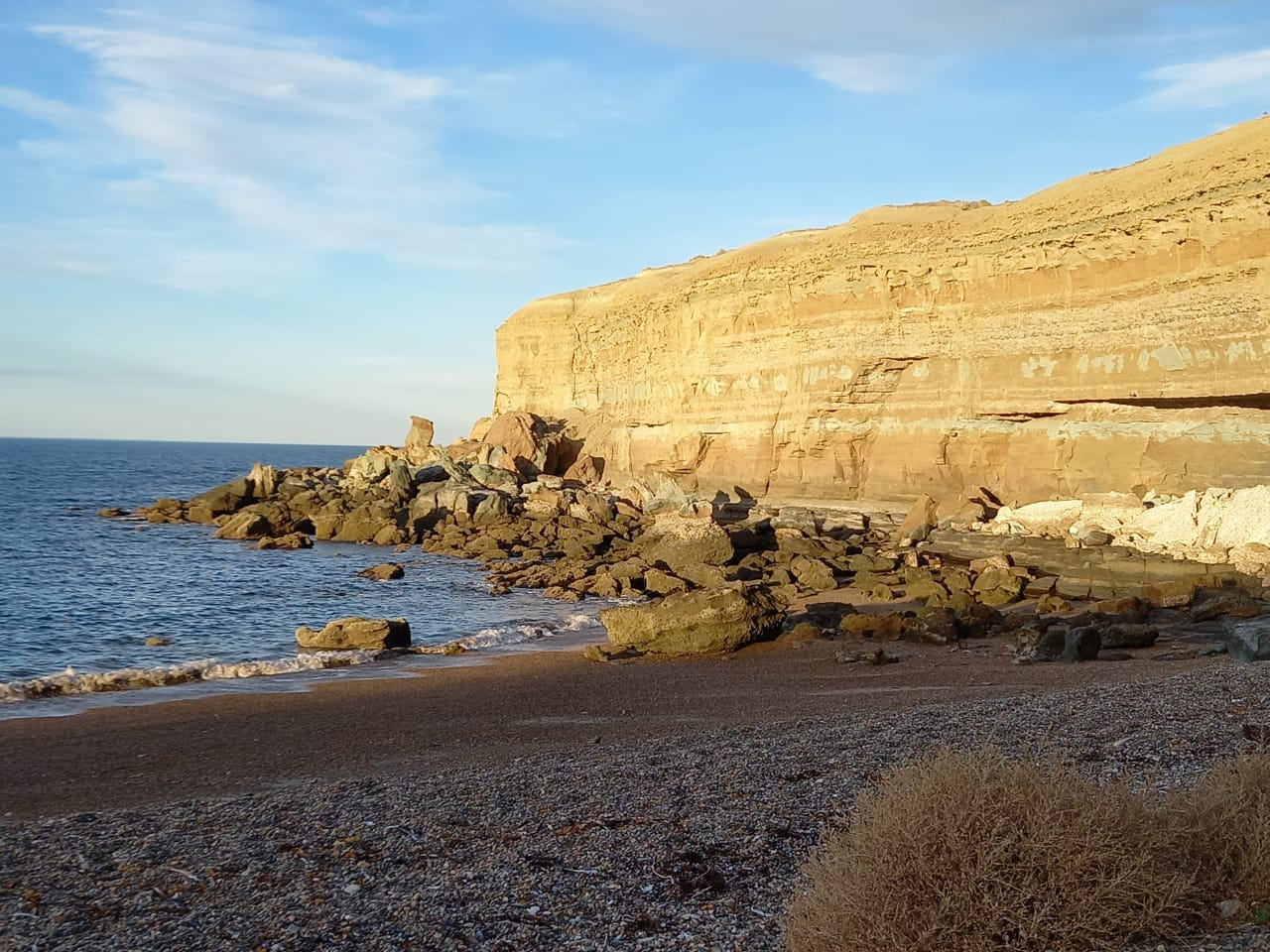
Playa La Mina en las afueras de la Bahía de San Julián, Provincia de Santa Cruz, Patagonia, Argentina

El balneario que posee esta playa podría considerarse como el más austral del mundo visitado durante el verano.

## Fauna
Entre la fauna que puede observada en esta playa se encuentran los delfines australes, así como diversas especies de peces. Esta playa es visitada asiduamente para la pesca deportiva (entre otros, de róbalo, pejerrey y pez gallo), aunque también para el esparcimiento de los habitantes de las poblaciones cercanas, especialmente de Puerto San Julián. Con las mareas bajas se descubre una extensa plataforma de abrasión, donde es posible encontrar gran cantidad de especies infaunales, como estrellas de mar, mejillones, mejillines, cholgas, caracoles, etc.
Existe también una pequeña lobería no reproductiva de lobos marinos de un pelo, sudamericanos (Otaria flavescens). Según un censo del año 1995 existían 73 individuos, aunque algunas referencias más recientes sitúan su número en 250.

## Toponimia
El nombre de esta playa deriva de una antigua explotación minera de carbón que existía en las cercanías. Hoy en día quedan como únicos vestigios la entrada la galería.